# Mabinogion

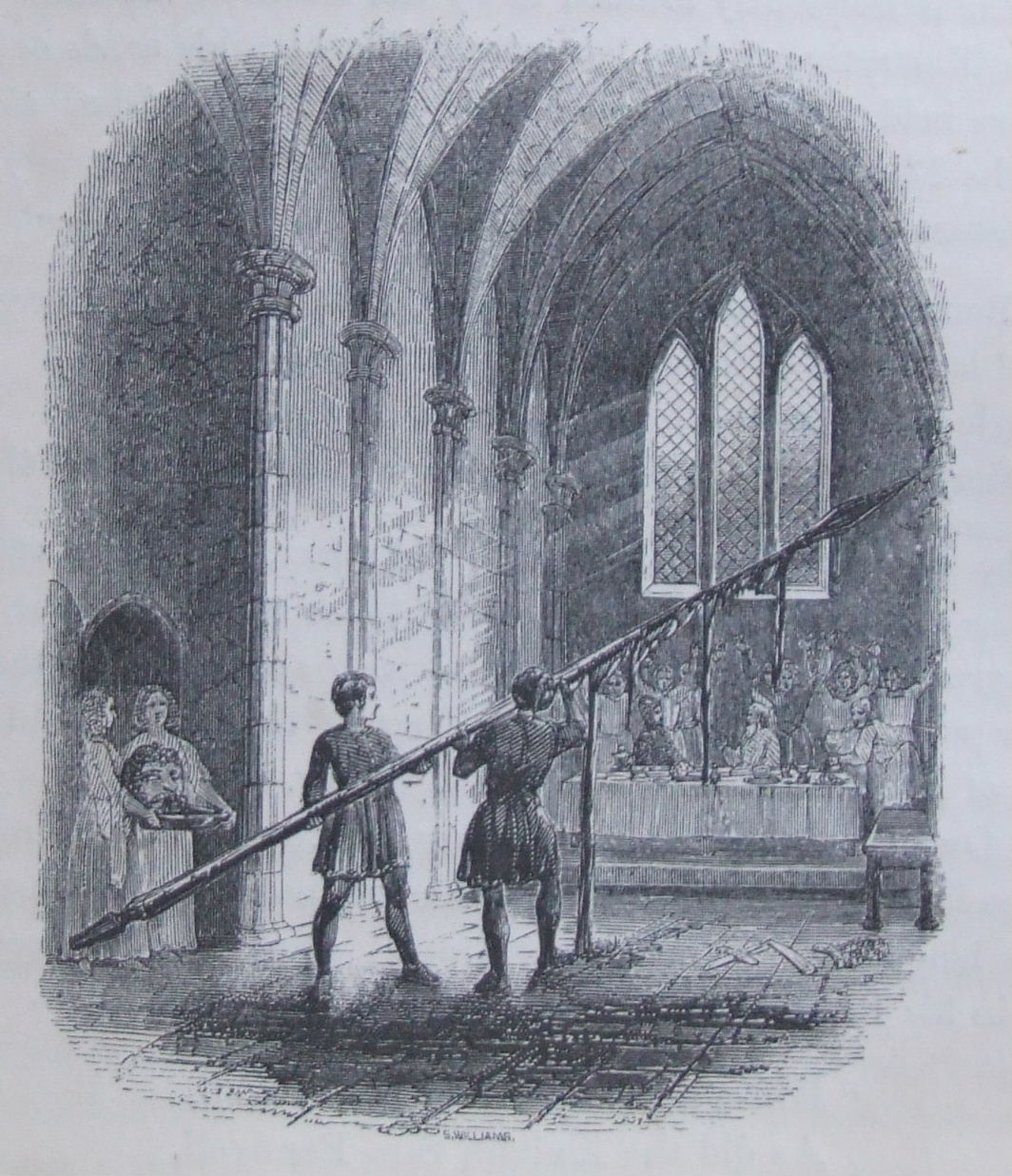
Illusztráció a Mabinogionhoz, a Peredur és a véres lándzsa története

A Mabinogion az összefoglaló neve annak a tizenegy walesi mesének, amelyek az 1350-ből származó Rhidderchi fehér kódexben és az 1382 és 1410 között íródott Hergesti piros kódexben szerepelnek. A történetek a kelta mitológiából származnak, illetve a Mabinogion tartalmazza az Arthur-románcot is, ám a mesék ismétlődő motívumaik ellenére nem alkotnak szerves egységet. Szerkezetükön felismerhető, hogy szájhagyomány útján terjedtek, mielőtt végső, írott formájukat elnyerték volna, közös szerzőjük nem mutatható ki.

## Leírása
Az összefoglaló neve (Mabinogion) a „mabinogi” walesi szóból származik, annak egy félreírása. Jelentése: fiúgyermek, a feltételezések szerint fiúknak szóló meséket jelentett, de az ifjak meséiként is fordítják. Az elnevezés a 19. században terjedt el Lady Charlotte Guest (1812–1895) 1838 és 1849 között keletkezett angol fordításai nyomán. Lady Guest úgy gondolta, hogy a Mabinogion a mabinogi többes száma, ezért a gyűjtemény címének is ezt adta. Az elnevezés a későbbiekben rögzült.
A tizenegy mese közül négy külön ágat alkot, ezek a Mabinogi négy ága néven váltak ismertté. Ezeket tartják ténylegesen a mabinoginak, mivel mindkét, már említett kódexben ezek a mesék azonos formulával záródnak: „És így ér véget a mabinogi ezen ága”. A maradék hét történet nem sorolható egységesen rendszerbe. Az Erfug fia Peredur az Erbin fia Geraint és A Kút Úrnője elbeszéléseket úgy említik, mint a három románc, vagy három lovagtörténet, amelyek Chrétien de Troyes verses románcaira hasonlítanak (Perceval, Érec et Énide, Yvain), amelyeket a 12. században írt, és amelyekben a főhős útra kel, hogy kalandok során bizonyítsa lovagi erényeit.
Két további történet az Arthur mondakör egy darabját meséli el (Hogyan nyerte el Culhwch Olwent, illetve Rhonabwy álma, míg a maradék kettő a britek korai történetéből hoz szemelvényeket (Lludd és Llefelys, illetve Maxen császár álma).

## A fordítás előtörténete
Lady Guest fordításai előtt a történetek csak szűk körben voltak ismertek, a romantika azonban feltámasztotta az igényt a középkori irodalom, főként a hőseposzok kutatása iránt. A brit őstörténet, a kelta mitológia és főként a lovagkor eszméi iránti kereslet már Walter Scott és Tennyson munkái nyomán megélénkült. Lady Guest több kötetes munkájával próbálta bizonyítani a welsi románcköltészet elsőbbségét az európai irodalomban. Az irodalom és a mesék lefordítása és széles körű népszerűsítése mellett az ősi, a welsi nyelv propagálása is szerepet játszott.
1841-ben németre, majd 1842-ben (illetve később 1889-ben) franciára is lefordították. Ezek a fordítások alkalmat adtak John Cambellnek, illetve Alfred Nuttnak a Nibelung- és Gudrun-énekekkel való összehasonlítására.
1948-ban újabb fordítás látott napvilágot, amelyet pontos, tudományos igényességgel Gwyn Jones és Thomas Jones készített el. Azóta több angol nyelvű fordítás is született, 2007-ben Sioned Davies készített el az Oxford University Press számára igényes fordítást.

## A Mabinogion Magyarországon
1961-ben a Dégh Linda Világjáró királyfi c. válogatásában (Móra) megjelent Culhwch és Olwen története Külhuk herceg kalandozásai címen (sajnos az ír mesék között), 1965-ben Dömötör Tekla válogatott be a Germán, kelta regék és mondák c. kötetbe (Móra) néhány rövidebb mesét, G. Beke Margit 1977-ben tette közzé néhány történet első magyar fordítását a Bárdok, mesemondók c. kötetben (Móra). 2009-ben két kiadó is kiadta. A Castellanum jelentette meg Farkas Bíborka fordításában, Csonka Erzsébet illusztrációival (Walesi regék alcímmel). A General Press Kácsor Lóránt fordításában adta közre (Walesi legendák alcímmel).
- Mabinogion. Walesi regék; ford. Farkas Bíborka; Castellanum Zrt., Bp., 2008
- Mabinogion. Walesi legendák; ford. Kácsor Lóránt; General Press, Bp., 2008

## Fejezetek, szerkezet
- Hogyan nyerte el Culhwch Olwent /Culhwch and Olwen/ (1100 körül)
- A Mabinogi négy ága /The Four Branches of the Mabinogi/ (1190 körül)
  - Dyfed hercege Pwyll /Pwyll Prince of Dyfed/
  - Llyr leánya Branwen /Branwen Daughter of Llyr/
  - Llyr fia Manawydan /Manawydan Son of Llyr/
  - Mathonwy fia Math /Math Son of Mathonwy/
- Lludd és Llyfelys /Lludd and Llyfelys/ (1200–1250 körül)
- A három románc /The Three Romances/ (1200–1250 körül)
  - A kút úrnője /The Lady of the Fountain/
  - Efrog fia Peredur /Peredur son of Efrawg/
  - Erbin fia Geraint /Geraint son of Erbin/
- Maxen császár álma /The Dream of Macsen Wledig/ (1200–1250 körül)
- Rhonabwy álma /The Dream of Rhonabwy/ (1300–1350 körül)[1]